# Protesty w Gruzji (1956)
Protesty w Gruzji – protesty przeciwko polityce destalinizacji, które miały miejsce w Gruzji od 4 do 10 marca 1956. Początkowo głównym postulatem protestujących była obrona dziedzictwa Józefa Stalina, ale z czasem zaczęto również wysuwać hasła przeciwne sowieckim rządom w Gruzji.

## Historia

### Geneza
W lutym 1956 roku pierwszy sekretarz KPZR Nikita Chruszczow na zamkniętym posiedzeniu wygłosił referat „O kulcie jednostki i jego następstwach”. Potępił w nim wprowadzony przez Stalina kult jednostki i wkrótce rozpoczął politykę destalinizacji. Pomimo prowadzenia totalitarnej polityki Stalin, Gruzin z pochodzenia, cieszył się w Gruzji znacznym poparciem. W 1956 roku kilka dni przed rocznicą śmierci Stalina w Tbilisi zaczęły odbywać się demonstracje upamiętniające go. Wygłaszano w ich czasie hasła krytykujące postawę ówczesnych władz ZSRR i domagające się upamiętnienia Stalina; pod pomnik Stalina przynoszono wieńce.

### Protesty
Pierwsze zamieszki rozpoczęły się 4 marca w Tbilisi. Władze lokalne przyjęły postawę wyczekującą i nie próbowały wpłynąć na protestujących. 5 marca w rocznicę śmierci Stalina w protestach wzięli udział studenci. Z czasem ruch rozszerzył się na inne miasta kraju (m.in. Suchumi, Kutaisi czy Batumi). 8 marca manifestacje nabrały zdecydowanie antyradzieckiego charakteru, domagano się ustąpienie KC KPZR i oderwania Gruzji od ZSRS. Manifestanci protestowali pod budynkiem Zakaukaskiego Okręgu Wojskowego i KC Komunistycznej Partii Gruzji. Tego samego dnia protestujący wystosowali do władz żądania obejmujące ogłoszenie 9 marca dniem żałoby wolnym od pracy, umieszczenia artykułów dotyczących Stalina we wszystkich lokalnych gazetach, wyświetlenia filmów Upadek Berlina i Niezapomniany rok 1919 w kinach oraz spotkania z przebywającym wówczas w Tbilisi marszałkiem Chińskiej Republiki Ludowej Zhu De. 9 marca do protestujących przemawiał I sekretarz KPG Wasil Mżawanadze, zgodził się na ustępstwa wobec protestujących (m.in. zorganizowanie uroczystości upamiętniających rocznicę śmierci Stalina), jednak jego przemówienie nie przyniosło uspokojenia nastrojów społecznych. Protestujący chcieli nadać telegram do Moskwy; gdy próbowali zdobyć urząd telekomunikacji doszło do starć między protestującymi a wojskiem i KGB. W nocy z 9 na 10 marca wojsko otworzyło ogień z broni automatycznej do protestujących. W nocy w Tbilisi wprowadzono stan wojenny; rozpoczęły się aresztowania. Radzieckie czołgi wjechały do centrum Tbilisi i spowodowały wybuch paniki. Czołgi i oddziały piechoty rozproszyły drugą demonstrację pod pomnikiem Stalina. Oficjalnie w wyniku protestów zmarło 21 osób. Prawdopodobnie liczba ta jest jednak zaniżona, liczbę zmarłych szacuje się na około 100 osób.